# تهویه غیرتهاجمی
تهویهٔ غیرتهاجمی (به انگلیسی: Non-invasive ventilation) که به‌اختصار به آن «NIV» می‌گویند، استفاده از پشتیبانی تنفسی است که از طریق ماسک صورت یا ماسک بینی انجام می‌شود. هوا، معمولاً با اکسیژن ترکیب شده و تحت فشار مثبت وارد ماسک می‌شود. به‌طور کلی مقدار فشار بسته به این که فرد عمل دم یا بازدم را انجام می‌دهد به‌طور متناوب تغییر می‌کند. این عمل از آن رو «غیر تهاجمی» خوانده می‌شود که بدون نیاز به لوله‌گذاری نای (لوله‌‌ای از دهان به داخل نای) و فقط از طریق ماسکی که محکم روی صورت قرار می‌گیرد، انجام می‌پذیرد. به رغم شباهت‌هایی که در ظاهر کاربری NIV و روش فشار جریان هوای همواره مثبت (CPAP) وجود دارد، اما این دو روش یکسان نیستند. CPAP فشار هوای مثبت را در تمام طول چرخه تنفسی به صورت مداوم اعمال می‌کند و تهویه را انجام نمی‌دهد، اما گاهی در شرایط تحت درمان با NIV استفاده می‌شود.
تهویه غیرتهاجمی در نارسایی حاد تنفسی ناشی از برخی بیماری‌ها استفاده می‌شود، که برجسته‌ترین آن‌ها بیماری انسداد مزمن ریوی (COPD) است. مطالعات متعددی نشان داده‌اند که استفاده مناسب از NIV نیاز به تهویه تهاجمی و عوارض آن را کاهش می‌دهد. علاوه بر این، امکان استفاده طولانی مدت، در افرادی که در اثر شرایط مزمن نمی‌توانند به‌طور مستقل نفس بکشند وجود دارد.

## کاربردهای پزشکی
NIV علاوه بر نارسایی حاد تنفسی به ویژه در شرایط تشدید بیماری مزمن انسدادی ریه (COPD)، برای نارسایی حاد قلبی جبران‌شده و شرایط حاد دیگر نیز مورد استفاده قرار می‌گیرد. NIV قابل استفاده در شرایط حاد و طولانی مدت است. در برخی از افراد که به نارسایی حاد تنفسی مبتلا شده‌اند، نیاز به استفاده طولانی مدت از NIV در خانه وجود دارد.

### بیماری مزمن انسدادی ریه
بیماری مزمن انسدادی ریه شدید، رایج‌ترین موردی است که در آن از تهویه غیر تهاجمی استفاده می‌شود. استفاده از NIV در بخش اورژانس، بستگی به پاسخ اولیه به دارو (استنشاق برونکودیلاتورها توسط نبولایزر) و نتایج تست گاز خون شریانی دارد. اگر بعد از درمان پزشکی، همچنان ریه‌ها قادر به پاک کردن دی‌اکسید کربن از جریان خون (اسیدوز تنفسی) نباشند، ممکن است NIV تجویز شود. بسیاری از افراد مبتلا به COPD با جبران سوخت‌وساز بدن میزان کربن دی‌اکسید را بالا برده‌اند، اما NIV تنها در صورتی تجویز می‌شود که افزایش حاد میزان کربن دی‌اکسید منجر به افزایش میزان اسیدیته خون شود (پی‌اچ<۷.۳۵). در هر سطحی از اسیدیته خون می‌توان NIV را تجویز کرد، اما اسیدوز شدیدتر خطر بیشتری را به همراه دارد که در این شرایط NIV به تنهایی مؤثر نیست و به جای آن تهویه مکانیکی مورد نیاز خواهد بود.

### علل دیگر AHRF
برونشکتازی ممکن است منجر به نارسایی حاد تنفسی هیپرکاپنیک (AHRF) شود، در این صورت مشابه بیماری COPD ممکن است از NIV استفاده شود. علت اصلی این مورد خاص فیبروز کیستیک است. فیبروز کیستیک همچنین باعث ایجاد حجم زیادی از خلط می‌شود که ممکن است به فیزیوتراپی تخصصی نیاز داشته باشد و گاهی برای پاکسازی آن می‌توان از مینی تراکستومی استفاده کرد.
در افراد مبتلا به ناهنجاری دیواره سینه یا بیماری عصبی عضلانی، وقتی سطح کربن دی‌اکسید بالا رفته باشد، حتی اگر هنوز باعث اسیدوز نشده باشد، ممکن است NIV تجویز شود. در بیماری عصبی عضلانی، از یک اندازه‌گیری تنفسی که به عنوان ظرفیت حیاتی شناخته می‌شود برای تشخیص نیاز به پشتیبانی تنفسی استفاده می‌شود.
سندرم هیپوونتیلاسیون ناشی از چاقی (OHS) یا همان سندرم پیک‌ویکن ممکن است باعث نارسایی حاد تنفسی هیپرکاپنیک (AHRF) شود. در این حالت، معیارهای شروع NIV حاد مشابه با COPD (کاهش پی‌اچ، افزایش کربن دی‌اکسید) است، اگرچه برخی سناریوها وجود دارند که NIV ممکن است با وجود پی‌اچ طبیعی در افراد بستری آغاز شود؛ که شامل افراد دچار خواب‌آلودگی روزانه، اختلال تنفسی در خواب و/ یا نارسایی قلبی بطن راست می‌شود.
در ادم ریوی حاد قلبی ناشی از نارسایی قلبی جبران نشده، مطالعات، کاهش خطر مرگ و کاهش نیاز به لوله‌گذاری تراشه برای NIV و CPAP را نشان می‌دهند اما شواهد قوی وجود ندارد. هر دو روش CPAP و NIV ممکن است در مجموعه مراقبت‌های پیش‌بیمارستانی استفاده شوند.
آسم حاد ممکن است باعث AHRF شود، که به آن «آسم تقریباً کشنده» گفته می‌شود. شواهد محدودی در مورد این که آیا NIV در این شرایط مؤثر است یا خیر وجود دارد، که نیاز جدی به تهویه مکانیکی را به همراه دارد؛ بنابراین دستورالعمل‌های تخصصی توصیه واضحی را ارائه نمی‌دهند، و پیشنهاد می‌شود که NIV فقط در بخش مراقبت‌های ویژه مورد استفاده قرار گیرد که در آن می‌توان فوریت‌های بعدی را سریعاً مدیریت کرد، یا به هیچ وجه استفاده نشود. برخی از مبتلایان به آسم مزمن، بیماری راه هوایی ثابت را دارند که شبیه COPD است و ممکن است NIV در این موقعیت مورد استفاده قرار گیرد.
نارسایی تنفسی ممکن است بعد از عمل جراحی بزرگ ایجاد شود. در این موقعیت NIV ممکن است در طول دوره بهبود استفاده شود. در افرادی که در بخش مراقبت‌های ویژه تحت تهویه مکانیکی قرار گرفته‌اند و در معرض خطر عود بیماری هستند، ممکن است از NIV برای جلوگیری از این خطر استفاده شود. با این حال، اگر نارسایی تنفسی ایجاد شود، مجدداً تهویه مکانیکی علاوه بر NIV برای درمان این بیماری توصیه می‌شود. در افرادی که به دلیل نارسایی تنفسی هیپرکاپنیک تحت تهویه بوده‌اند، ممکن است از NIV برای تسهیل فرایند شیر گرفتن استفاده شود.

### استفاده مزمن/ خانگی از NIV
استفاده مزمن از NIV) NIV خانگی) ممکن است در افراد مبتلا به COPD حاد دیده شود.
NIV خانگی ممکن است در افراد مبتلا به بیماری عصبی عضلانی و ناهنجاری دیواره سینه نیز دیده شود.
افراد مبتلا به سندرم هیپوونتیلاسیون ناشی از چاقی اغلب برای مراقبت‌های خود نیاز به NIV دارند، اما بسیاری از آن‌ها در ادامه به CPAP نیاز پیدا می‌کنند. دستورالعمل‌های کلینیکی انجمن قفسه سینه آمریکا (ATS) توصیه می‌کند که از NIV برای ارزیابی مطالعات خواب در بیماران سرپایی استفاده شود. با توجه به شروع درمان با فشار مثبت، دستورالعمل‌های ATS توصیه می‌کند در افرادی که برای وقفه تنفسی در خواب (OSA، یک بیماری مرتبط) مورد بررسی قرار می‌گیرند، اندازه‌گیری دی‌اکسید کربن شریانی (به احتمال زیاد) یا بی‌کربنات وریدی (با احتمال متوسط) برای شناسایی OHS و تعیین نشانه‌ای برای درمان، اجرا شود. در افرادی که مبتلا به OSA و OHS حاد هستند، درمان اولیه با CPAP توصیه می‌شود، اگرچه کیفیت تحقیقاتی که از NIV حمایت می‌کنند ضعیف است. در ۳۰٪ از مبتلایان به OHS که همچنین OSA شدید ندارند، NIV ممکن است مؤثرتر باشد اما پرهزینه‌تر است و منابع نیز بیشتر است. در افرادی که به هر دو OSA و OHS مبتلا هستند، پاسخ ضعیف به CPAP با وجود تداوم بالا ممکن است نشانه ای برای روی آوردن به NIV باشد.
افراد مبتلا به بیماری نورون حرکتی (MND) ممکن است در دوره بیماری خود به NIV خانگی نیاز داشته باشند. دستورالعمل‌ها در کشور انگلستان تصریح می‌کند که ارزیابی عملکرد تنفسی بخشی از مدیریت چند رشته‌ای MND است.

## واژه‌شناسی
تعدادی از اصطلاحات در ادبیات پزشکی برای توصیف NIV به کار رفته‌است. نام رسمی‌تر آن تهویه فشار مثبت غیرتهاجمی (NPPV یا NIPPV) است که برای متمایز کردن آن از دستگاه تهویه فشار منفی بسیار نادر ("ریه آهنی") به کار می‌رود. نام تجاری BiPAP/ BIPAP (برای فشار هوای مثبت صفراوی) نیز پس از یک ماشین اولیه NIV که توسط Respironics تولید شده‌است، از محبوبیت بالایی برخوردار است، اما اکنون کاربرد آن ناامیدکننده شده‌است.

## تاریخچه
تهویه غیرتهاجمی از دهه ۱۹۴۰ برای علائم مختلف مورد استفاده قرار گرفته‌است، اما امروزه از آن برای مشکلات مزمن تنفسی که در دهه ۱۹۸۰ برای افرادی که دارای ضعف عضلانی تنفسی مزمن بودند و در دهه ۱۹۹۰ در بخش مراقبت‌های ویژه و سایر موقعیت‌های مراقبت حاد برای نارسایی حاد تنفسی استفاده می‌شود.
از سال ۲۰۰۰، NIV حاد به‌طور گسترده‌ای در درمان نارسایی حاد تنفسی، به ویژه در افراد مبتلا به COPD، از جمله در بخش عمومی به جای بخش مراقبت‌های ویژه مورد استفاده قرار می‌گیرد. در انگلستان، گزارش سال ۲۰۱۷ توسط NCEPOD نشان داد که در ارائه خدمات با کیفیت بالا به بیماران مشکلات گسترده‌ای وجود دارد.